# Lodovico Maschiella
Lodovico Maschiella (Todi, 19 dicembre 1923 – Perugia, 5 gennaio 1987) è stato un politico e giornalista italiano.
Venne eletto alla Camera dei deputati nelle liste del Partito Comunista Italiano.
Fu sindaco di Bastia Umbra e consigliere d'amministrazione Enel.